# Wieża ciśnień w Kętrzynie
Wieża ciśnień w Kętrzynie – wieża ciśnień znajdująca się w Kętrzynie przy ulicy Sikorskiego, wybudowana na początku XX wieku. Od 1987 figuruje w Rejestrze Zabytków.
Przynajmniej od 2018 roku jest własnością prywatną. 